# Варез-сцена

Иерархия варез

Варез-сцена, часто просто Сцена представляет собой всемирную, подпольную, организованную сеть пиратских групп, специализирующихся на получении и незаконном выпуске цифровых средств массовой информации бесплатно до даты их официальной продажи. Сцена распространяет все формы цифровых медиа, включая компьютерные игры, фильмы, телешоу, музыку и порнографию. Сцена должна быть скрыта от публики и показана только тем, кто находится в сообществе. Однако, поскольку файлы обычно просачивались за пределы сообщества, а их популярность росла, некоторые люди из сцены начали утечку файлов и загружать их на файлообменники, торренты и ed2k.
Сцена не имеет центрального руководства, местоположения или других организационных конвенций. Сами группы создают набор правил для каждой категории сцены (например, MP3 или TV), который затем становится активными правилами кодирования материала. Эти наборы правил включают в себя жесткий набор требований, которым должны следовать варез-группы (сокращенно как «grps») при выпуске и управлении материалом. Группы должны следовать этим правилам при загрузке материала, и, если релиз имеет техническую ошибку или нарушает правило, другие группы могут «подключить» (отметить как плохой контент) релиз. Группы находятся в постоянной конкуренции за то, чтобы получить релизы как можно быстрее. Впервые появляющаяся во времена BBS, сцена состоит в основном из людей, имеющих дело с медиаконтентом и распространяющих его, для которого требуются специальные навыки и передовое программное обеспечение.

## История
Варез-сцена начала появляться в 1970-х годах, используемая предшественниками групп по взлому программного обеспечения и обратному проектированию. Их работа была доступна на частных системах досок объявлений (BBS). Первые BBS были расположены в США, но аналогичные доски начали появляться в Канаде, Великобритании, Австралии и континентальной Европе. В то время установка машины, способной распространять данные, не была тривиальной и требовала определённого количества технических навыков; это обычно воспринималось как техническая проблема. BBS обычно размещали несколько мегабайт материала, при этом лучшие платы имеют несколько телефонных линий и до ста мегабайт дискового пространства, что в то время было значительными затратами. Релизы были в основном играми, а затем программным обеспечением.
По мере того, как развивался мир разработки программного обеспечения, чтобы противостоять распространению материалов, и по мере того, как программное и аппаратное обеспечение, необходимые для распространения, становились легко доступным для всех, сцена адаптировалась к изменениям и перешла от простого распространения к фактическому взлому ограничений на копирование и некоммерческому обратному инженерингу. Поскольку появилось много групп людей, которые хотели это сделать, стало очевидно требование продвижения отдельных групп, что привело к эволюции арт-сцены, которая специализировалась на создании графического искусства, связанного с отдельными группами. Группы будут продвигать свои способности с помощью всё более сложного и продвинутого программного обеспечения, графического искусства, а затем и музыки (демосцены).
Субсообщества (арт-сцена, демосцена и т. д.), которые не делали ничего противозаконного, в конечном итоге разветвились. Программы, содержащие групповой рекламный материал (кодирование/графические/музыкальные презентации), превратились в отдельные программы, распространяемые через сцену, и получили прозвище Intros, а затем Cracktros.
Демосцена стала особенно сильной в Скандинавии, где проводятся ежегодные собрания.

## Релизная процедура
При выпуске материала группы должны сначала правильно кодировать, чтобы не быть ядерными, что отображается в качестве предупреждающего флага для возможных пользователей. После кодирования они загружают файлы на топ-сайт, FTP-сервер с большой пропускной способностью, откуда исходят все файлы. После завершения загрузки они выполняют команду, которая объявляет название и категорию выпуска в IRC-канале верхнего сайта с помощью IRC-бота, размещающего IRC-скрипт, который отслеживает активность. Этот FTP-сервер и IRC скрыты от общественности. Новые релизы также объявляются 0sec (что означает от нескольких секунд до нескольких минут после официальной сцены) на различных общедоступных веб-сайтах. Это называется «предварительный» релиз. После этого все остальные релизы того же материала будут сделаны как дубликаты («дублирование»). Однако, если произойдёт техническая ошибка или файл нарушает набор правил для категории, исходный «предварительный» релиз будет недействительным. Затем другие группы кодируют тот же материал и выпускают его с тегом «PROPER» в имени файла. Та же группа может повторно закодировать файл с новым релизом, помеченным как «REPACK». Если проблема была связана с чем-то отличным от основного контента, та же группа может выпустить «исправление» с надписью «DIRFIX», «NFOFIX» и т. д. по мере необходимости. Релизные группы в большинстве случаев освобождаются от FTP Share ratios, в то время как «соревнующиеся» в IRC-каналах Topsite получат соотношение. Соревнующиеся используют программное обеспечение FXP и пользовательское программное обеспечение для автоматической торговли для передачи выпусков с одного FTP на другие FTP и FTP Site-Rings (группа выделенных серверов, связанных вместе) по всему миру. Каналы сайта IRC будут использовать такие режимы, как +s (секретный) +p (частный) и +i (только приглашение), чтобы избежать обнаружения.
Каждый релиз в сцене состоит из папки, содержащей материал (иногда разделенный на части RAR), а также файла NFO и SFV. NFO — текстовый файл, который содержит важную информацию о закодированных файлах, включая причину ядерного оружия, если файл является PROPER или REPACK. Надёжный файл NFO может содержать заявление о миссии группы, требования к набору персонала, приветствия и контактную информацию; многие группы имеют стандартный шаблон ASCII art для файла, при этом наиболее плодовитые демонстрируют сложные художественные примеры. Файл SFV использует контрольные суммы, чтобы убедиться, что файлы релиза работают правильно и не были повреждены или подделаны. Обычно это делается с помощью внешнего исполняемого файла, такого как QuickSFV или SFV Checker. Невключение файла NFO или SFV в релиз, как правило, приведёт к ядерному явлению, так как это важные компоненты стандарта варез, которого придерживается сцена.
В 2012 году у сцены было более 100 активных групп, выпускающих материал. Каждый день производится более 1000 релизов, в общей сложности более пяти миллионов выпусков до 2012 года.

## Крякеры и инженеру по реверсу
Крякинг был ключевым элементом сцены с самого начала. Эта часть сообщества сцены, иногда называемая сценой кряка, специализируется на создании программных кряков и кейгенов. Проблема взлома и обратного проектирования сложного программного обеспечения - это то, что делает его привлекательным. Игровая группа «SKIDROW» описала это в одном из своих NFO-файлов следующим образом:
Имейте в виду, что мы делаем всё это, потому что мы можем и потому что нам нравится захватывающее волнение от победы над другими конкурирующими группами. Мы абсолютно не делаем все эти выпуски, чтобы порадовать обычного пользователя, который скорее хочет потратить свои деньги на обновление до новейшего оборудования, и рассматривает релизы сцены как источник для игры во все эти игры бесплатно. Наслаждайтесь игрой и помните, если вам это нравится, поддержите разработчика!
Группа по взлому игр «MYTHэ выразила это в своих NFO-файлах:
Мы делаем это только для удовольствия. Мы против любой прибыли или коммерциализации пиратства. Мы не распространяем никаких релизов, другие делают это. На самом деле, мы ПОКУПАЕМ все наши собственные игры на свои собственные, с трудом заработанные. Это из нашей собственной реальной работы без сцены. Как мы любим оригиналы игр. Ничто не сравнится с качественным оригиналом. «Если вам нравится эта игра, КУПИТЕ её. Мы сделали!»
Дэвид Грайм, бывший член группы «DrinkOrDie», описывает мотивацию варез-сцены следующим образом: «Всё дело в росте. Они просто пытаются сделать себе имя только по какой-то причине, кроме самоугощения».